# Isothrix pagurus
Isothrix pagurus is een zoogdier uit de familie van de stekelratten (Echimyidae). De wetenschappelijke naam van de soort werd voor het eerst geldig gepubliceerd door Johann Andreas Wagner in 1845. Johann Natterer had het dier in 1830 ontdekt in Borba aan de Madeira-rivier.

## Voorkomen
De soort komt voor in het Amazonebekken in centraal Brazilië.